# Fabio Obermeyr
Fabio Obermeyr (* 8. August 2000) ist ein österreichischer Nordischer Kombinierer.

## Werdegang
Obermeyr, der zunächst Spezialspringer werden wollte und für den WSC Bad Mitterndorf startet, gewann 2014 die Landesschülermeisterschaft in der Steiermark. Dies war der Auftakt einer Reihe von Medaillen auf Landes- und Staatsebene, die Obermeyr als Nachwuchssportler in der Nordischen Kombination und im Skilanglauf holte. Zudem erreichte er bei der Wahl zum steirischen Nachwuchssportler des Jahres 2020 Rang vier.
Sein internationales Debüt gab Obermeyr im Rahmen der Schülerwettkämpfe bei den Nordischen Skispielen der OPA 2015 in Seefeld, bei denen er den 15. Platz im Einzel belegte sowie mit dem Team Neunter wurde. In den folgenden Jahren nahm er regelmäßig an Wettbewerben des Alpencups teil. Nachdem er am 17. September 2016 in Winterberg erstmals die Punkteränge in dieser Nachwuchsserie erreichte, stand er am 12. Jänner 2019 in Schonach als Zweiter zum ersten Mal auf dem Podest. Zwei Wochen später debütierte er in Planica im Continental Cup, dem Unterbau zum Weltcup. Seine ersten Punktgewinne in dieser Wettkampfserie erzielte er Anfang Februar 2019 in Eisenerz. In der Saison 2019/20 trat Obermeyr vereinzelt im Continental Cup an, wurde aber häufiger im Alpencup eingesetzt, dessen Gesamtwertung er nach zwei Siegen und einer weiteren Podestplatzierung gewinnen konnte. Bei den Nordischen Junioren-Skiweltmeisterschaften 2020 in Oberwiesenthal kam er lediglich im Staffelwettbewerb zum Einsatz, welchen er gemeinsam mit Stefan Rettenegger, Thomas Rettenegger und Johannes Lamparter gewinnen konnte.
In der Saison 2020/21 nahm Obermeyr an allen Continental-Cup-Wettbewerben teil und verpasste dabei lediglich an zwei Wettkampftagen die Punkteränge. Sein bestes Saisonresultat erzielte er mit dem siebten Rang Anfang Februar in Lahti. In der Gesamtwertung belegte er den 24. Platz. Am 4. September 2021 debütierte er in Villach im Grand Prix, der höchsten Wettkampfserie im Sommer. Mit dem 30. Platz gewann er auf Anhieb seinen ersten Punkt. Nachdem er zu Beginn des Winters 2021/22 viermal unter die besten Zehn des Continental Cups lief, wurde er Mitte Dezember in die nationale Gruppe des ÖSV bei den Weltcup-Wettbewerben in Ramsau am Dachstein berufen. Bei seinem Weltcup-Debüt verpasste er noch als 31. knapp die Punkteränge, ehe er tags darauf seine ersten beiden Weltcup-Punkte gewann. Im Oktober 2023 gewann Obermeyr in Hinzenbach den Staatsmeistertitel im Compact-Rennen.
Obermeyr startete im Continental Cup in den Winter 2024/25, war aber ab den Rennen in Ramsau Mitte Dezember Teil des österreichischen Weltcup-Kaders. Er erreichte regelmäßig die Punkteränge, beim Compact-Rennen im Rahmen des Noric Combined Triples in Seefeld lief er als Neunter erstmals in die Top 10. Bei den Nordischen Skiweltmeisterschaften 2025 in Trondheim gewann er gemeinsam mit Johannes Lamparter, Franz-Josef Rehrl und Martin Fritz als Schlussläufer Silber in der Staffel. Beim Einzelrennen von der Großschanze wurde er Zwölfter, für die restlichen Rennen wurde er nicht nominiert.

## Privates
Fabios jüngere Schwester Alina ist als Skilangläuferin aktiv. Obermeyr besuchte das Schigymnasium Stams, ehe er nach drei Jahren auf die Handelsschule wechselte.

## Statistik

### Weltcupplatzierungen
| Saison  | Platz | Punkte |
| ------- | ----- | ------ |
| 2021/22 | 56.   | 002    |
| 2022/23 | 41.   | 028    |
| 2023/24 | 40.   | 105    |
| 2024/25 | 21.   | 339    |

### Grand-Prix-Platzierungen
| Saison | Platz | Punkte |
| ------ | ----- | ------ |
| 2021   | 49.   | 004    |
| 2022   | 34.   | 018    |
| 2023   | 22.   | 085    |

### Continental-Cup-Platzierungen
| Saison  | Platz | Punkte |
| ------- | ----- | ------ |
| 2018/19 | 77.   | 013    |
| 2019/20 | 33.   | 123    |
| 2020/21 | 24.   | 183    |
| 2021/22 | 24.   | 191    |
| 2023/24 | 09.   | 477    |
| 2024/25 | 56.   | 084    |